# Guerres de les Tres Nacions

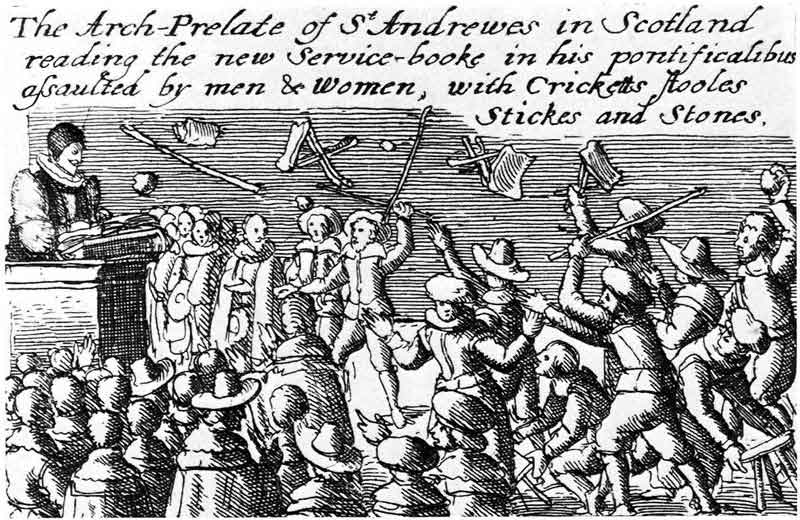
L'inici del conflicte amb Jenny Geddes contra el Llibre d'oracions anglicà (1637).

Les Guerres dels Tres Regnes o de les Tres Nacions és el nom amb què es coneixen les guerres que van confrontar als tres regnes de les illes britàniques sota una unió dinàstica: Anglaterra, Escòcia i Irlanda (1639-1651) per motius religiosos i en context amb la reforma protestant de Martí Luter.

## Antecedents
Les guerres van ser el resultat de la tensió entre el rei i els seus súbdits degut a motius religiosos i civils. Les disputes religioses se centraven en la doctrina del dret diví dels reis o la religió depenia de l'elecció del súbdit que tindria una relació directa amb Déu, en el context de la reforma protestant de Martí Luter. Pel que fa als motius civils, l'esclat es devia a la limitació del poder del rei per part del parlament, en particular en la seua capacitat d'augmentar els imposts i incitar l'exèrcit a la guerra sense el seu consentiment.

## Guerres de les Tres Nacions
A Escòcia van esclatar en 1639 les Guerres episcopals entre Carles, que donava suport al sistema episcopal de govern per l'Església d'Escòcia i el desig de bona part de la noblesa escocesa de seguir un sistema presbiterià de govern fins que els escocesos van evacuar el nord d'Anglaterra després del Tractat de Londres l'agost de 1641, pel què Carles acceptava les decisions preses per l'Assemblea General de 1638 i pel Parlament escocès el 1641. Irlanda es va revoltar en 1641 i la major part de l'illa va quedar controlada pels confederats irlandesos.
La crisi va culminar amb l'esclat de la Guerra Civil anglesa en 1642, i l'execució de Carles el 30 de gener de 1649
Amb la mort de Carles I d'Anglaterra es va establir un govern parlamentari de la Commonwealth d'Anglaterra anomenat la Revolució Anglesa i Oliver Cromwell va encapçalar un govern personal com a Lord Protector molt impopular.
Cromwell desembarcà a Dublín el 15 d'agost de 1649 després de la batalla de Rathmines amb un exèrcit per sufocar l'aliança reialista. i inicià una forta repressió contra els catòlics irlandesos, sent especialment significativa la batalla de Drogkbeda, i el 1653 les últimes tropes confederades i reialistes irlandeses es van rendir. Arran de la conquesta, els vencedors van confiscar gairebé totes les terres de propietat catòlica irlandesa i les van distribuir als creditors del Parlament, als soldats parlamentaris que servien a Irlanda i als anglesos que s'hi havien establert abans de la guerra, i la població desplaçada va ser duta a terres més pobres. Els catòlics tenien en aquell moment el 65% dels terres d'Irlanda, però amb la política de Cromwell van passar a tenir-ne un 20%.
El 1649 els reialistes estaven desorganitzats a Escòcia i després de la derrota del marquès de Montrose a la batalla de Carbisdale el 27 d'abril de 1650 fou condemnat a mort i penjat l'endemà. Carles II va desembarcar a Morayshire el 23 de juny de 1650 i va signar el Pacte Nacional de 1638 i la Lliga i Pacte Solemnes de 1643 poc després de desembarcar. i Cromwell va deixar alguns dels seus tinents a Irlanda per continuar la repressió dels reialistes irlandesos i va tornar a Anglaterra, arribant a Escòcia el 22 de juliol i assetjant Edimburg. va derrotar en la batalla de Dunbar el 3 de setembre. L'exèrcit de Cromwell va prendre Edimburg, i a finals d'any el seu exèrcit havia ocupat gran part del sud d'Escòcia. Cromwell va combatre els darrers partidaris reialistes i definitivament va vèncer Carles II a la batalla de Worcester el 3 de setembre de 1651 i aquest va haver de fugir a França.

## Conseqüències
Després de la derrota de tots els adversaris del Nou Exèrcit Model Anglès, els grans de l'exèrcit i els seus partidaris civils van dominar la política dels tres països els següents nou anys (1649-1660). El parlament havia decretat que Anglaterra era una Commonwealth, i encara que Irlanda i Escòcia van ser governats per governadors militars, representants de les circumscripcions a Irlanda i Escòcia es va seure en els parlaments anglesos del Protectorat. Amb la mort del Lord Protector Oliver Cromwell a 1658, la Commonwealth va caure en un període d'inestabilitat que va acabar en 1660, quan l'exèrcit anglès que ocupava Escòcia va marxar cap al sud al comandament del general George Monck prengué el control de Londres, i va convidar Carles II a tornar als tres regnes com a rei.